# Tipsport Hockey Cup
Der Tipsport Hockey Cup ist der nationale Pokalwettbewerb in Tschechien im Eishockey.

## Titelträger
| Saison | Sieger                  |
| 2000   | HC České Budějovice     |
| 2001   | HC Sparta Prag          |
| 2002   | HC Chemopetrol Litvínov |
| 2003   | HC JME Znojemnští orli  |
| 2007   | HC Moeller Pardubice    |
| 2008   | HC Kometa Brno          |
| 2009   | HC Sparta Prag          |
| 2010   | HC Plzeň 1929           |